# Уаско (град, Калифорния)
Уаско (на английски: Wasco) е град в окръг Кърн, щата Калифорния, САЩ. Уаско е с население от 26 994 жители (по приблизителна оценка от 2017 г.) и обща площ от 19,7 km². Намира се на 100 m надморска височина. ЗИП кодовете му са 93280, а телефонният му код е 661.